# Mali na Letnich Igrzyskach Olimpijskich 1984
Mali na Letnich Igrzyskach Olimpijskich 1984 reprezentowało 4 zawodników (wyłącznie mężczyzn). 
Był to 5. start reprezentacji Mali na letnich igrzyskach olimpijskich.

## Skład kadry

### Boks
Mężczyźni
- Djiguible Traoré - waga lekkociężka - 17. miejsce

### Judo
Mężczyźni
- Paul Diop - waga półśrednia - 20. miejsce

### Lekkoatletyka
Mężczyźni
- Moussa Savadogo - 200 metrów - odpadł w eliminacjach
- Abdoulaye Traoré

Skok w dal - 25. miejsce
Trójskok - 25. miejsce